# インドネシアの国立公園

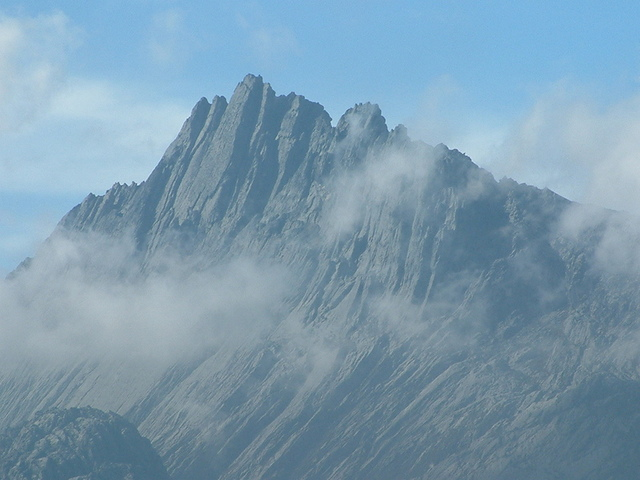
ロレンツ国立公園のプンチャック・ジャヤ

インドネシアの国立公園（インドネシアのこくりつこうえん、インドネシア語: Daftar taman nasional di Indonesia）では、インドネシアの国立公園に関して記述する。

## 概要
インドネシアの国立公園54か所のうち、6つは世界遺産、9つは生物圏保護区の一部にもなっていて、5つはラムサール条約の下で国際的に重要な湿地である。合計9つの公園は主に海洋上である。インドネシアの表面積の約9％が国立公園である（ドイツの国立公園の25％、フランスの国立公園の33％弱と対比）。
インドネシアの国立公園の最初のグループ5つは、1980年に設立された。その後、この数は増加し続け、2003年には41に達した。2004年の大幅な拡張では、さらに9つの国立公園が作成され、総数は50に増えた。タンボラ山は2015年に追加された。2016年には、スマトラ、スラウェシ、バンカ島にさらに3つの国立公園が追加された。インドネシアで国立公園は、国家環境林業省（インドネシア語: Kementerian Lingkungan Hidup & Kehutanan）が管理している。

## 一覧
以下にインドネシアの国立公園を、その名称またはその元になった関連日本語記事があるものを列挙する。

### カリマンタン
- タンジュン・プティン国立公園（インドネシア語版、英語版）[2]

### ジャワ島
- ウジュン・クロン国立公園
- スメル国立公園
- ブロモ国立公園
- ムラピ山国立公園

### 小スンダ列島
- バリバラット国立公園 (ban:Taman Nasional Bali Kawan)
- クリムトゥ国立公園
- コモド国立公園
- タンボラ国立公園 (2015年指定)
- リンジャニ国立公園

### スラウェシ島
- ブナケン国立公園
- ワカトビ国立公園

### スマトラ島
- クリンチ国立公園
- バリサーン山国立公園
- スマトラの世界遺産サイト内の三国立公園 (グヌン・ルスル国立公園、クリンチ・スブラット国立公園、ブキット・バリサン・スランタン国立公園)

### パプア島
- チェンデラワシ国立公園
- ロレンツ国立公園

## 参照項目
- 国立公園